# 데이비드 오그던 스티어스
데이비드 오그던 스타이어스(David Allen Ogden Stiers, 영어 발음: /ˈstaɪərz/, 1942년 10월 31일 ~ 2018년 3월 3일)는 미국의 배우이다.

## 영화
- THX 1138
- 사랑의 스파이
- 또다른 여인
- 우연한 방문객
- 할리우드 의사
- 미녀와 야수 (1991년 영화)
- 그림자와 안개
- 붉은 돼지
- 설원의 월
- 과거 속의 음모
- 나폴레옹 (1995년 영화)
- 포카혼타스 (1995년 영화)
- 마이티 아프로디테
- 큰 도둑 작은 도둑
- 노틀담의 꼽추 (1996년 영화)
- 에브리원 세즈 아이 러브 유
- 미녀와 야수: 마법의 크리스마스
- 정글 투 정글
- 벨의 마법의 세상
- 포카혼타스 2
- 이웃집 야마다군
- 톰캣 (2001년 영화)
- 아틀란티스: 잃어버린 제국
- 센과 치히로의 행방불명
- 제이드 스코피언의 저주
- 마제스틱 (2001년 영화)
- 배트맨: 배트우먼의 수수께끼
- 스티치 무비
- 메리 포핀스 (영화)
- 곰돌이 푸 - 루의 새 봄 대축제
- 빨간 모자의 진실
- 레이디 인 더 워터
- 빨간 모자의 진실 2

## 텔레비전
- 코작
- 미녀 삼총사
- 매시 (드라마)
- 남과 북 (텔레비전 드라마)
- 제시카의 추리극장
- 남과 북 (텔레비전 드라마)
- 외계인 알프
- 스타 트렉: 더 넥스트 제너레이션
- 시빌 (시트콤)
- 앨리 맥빌
- 더 프랙티스
- 하우스 오브 마우스
- 저스티스 리그 (애니메이션)
- 프레이저 (시트콤)
- 천사의 손길
- 아메리칸 드래곤: 제이크 롱
- 스타게이트 아틀란티스
- 밀턴 프리드먼
- 레버리지 (2008년 드라마)
- 레귤러 쇼

## 비디오 게임
- 아이스윈드 데일
- 미스트 V: 엔드 오브 에이지
- 킹덤 하츠 2
- 킹덤 하츠 버스 바이 슬립

## 연극
- 세 자매 (희곡)
- 자에는 자로
- 미녀와 야수 (뮤지컬)